# Wim Delvoye
Wim Delvoye (Wervik, 1965) è un artista belga, noto per aver realizzato diverse installazioni anticonvenzionali.

## Opere
- Cloaca è una installazione presentata per la prima volta nel 2000 al Museo di arte contemporanea di Anversa: è costituita da un macchinario che, riempito di cibo, dopo una sorta di "digestione" produce feci.